# Пайн-Барренс
Па́йн-Ба́рренс (англ. Pine Barrens) — местность на юге штата Нью-Джерси в США. Название можно перевести как «сосновая пустошь», однако значительная часть территории Пайн Барренс занята лесами. Слово barrens относится к кислой песчаной почве, чья неплодородность не позволяла европейским переселенцам получать хорошие урожаи традиционных для них культур.
Пайн Барренс занимает части территорий семи округов Нью-Джерси — Атлантик, Бёрлингтон, Кэмден, Кэйп-Мэй, Камберленд, Глостер и Оушен. Границы во много совпадают с границами национального заповедника Pinelands National Reserve, занимающего площадь более 471 тысячи гектаров (4,7 тыс.  км² — более 1/5 площади Нью-Джерси), но заповедник охватывает немного бо́льшую территорию, чем Пайн Барренс и включает в себя несколько участков побережья Атлантического океана.
Из-за непригодности земли для возделывания основных сельскохозяйственных культур, местность осталась малозаселённой. Большая часть Пайн Барренс покрыта лесами с преобладание дуба и сосны и водно-болотными угодьями. Есть несколько населённых пунктов, но плотность населения невелика. На территории более 4,5 тыс.  км² проживает около 400 тыс. человек, или менее 90 человек на кв. км., что в пять раз меньше средней плотности населения в Нью-Джерси.
Несмотря на низкую плодородность почвы для других культур, в Пайн Барренс находятся крупные плантации клюквы и американской черники.
По легенде, в Пайн Барренс живёт дьявол из Нью-Джерси, популярное мифическое существо.